# Oceania Club Championship 2006
L'Oceania Club Championship fu la quinta edizione dell'attuale OFC Champions League, la massima competizione calcistica internazionale per club della OFC, che assegna il titolo di campione di Oceania. L'edizione 2006 si giocò ad Albany, in Nuova Zelanda, e fu l'ultima edizione del Oceania Club Championship, torneo che a partire dal 2007 è stato sostituito dall'OFC Champions League. Il vincitore, l'Auckland City, si qualificò per il Campionato mondiale per club FIFA 2006.

## Turno preliminare
Partecipanti:
- Lotoha'apai
- Nikao Sokattak
- Nokia Eagles
- Tuanaimato Breeze

### Risultati

#### 6 feb
- Lotoha'apai 1-5 Nokia Eagles (Inoke Vaihu 31 - Simione Tamanisau 17, Valerio Nawatu 41, Ovini Duguca 59, Waisake Sabutu 81, 88)
- Nikao Sokattak 1-2 Tuanaimato Breeze (Tuka Tisam 15 - Desmond Fa'aiuaso 72, 77)

#### 8 feb
- Nikao Sokattak 1-3 Lotoha'apai (Steve Willis 10 - Lafaele Moala 54, Ilasia Makasini 61, Maake Uhatahi 67)
- Nokia Eagles 2-1 Tuanaimato Breeze (Simione Tamanisau 55, Pita Bolaitoga 77 - Desmond Fa'aiuaso 27)

#### 10 feb
- Lotoha'apai 1-1 Tuanaimato Breeze (Maake Uhatahi 85 - Titi Esau 32)
- Nokia Eagles 0-0 Nikao Sokattak

### Classifica finale
| Pos. | Squadra           | G | V | N | P | GF | GS | DR | Pti |
| ---- | ----------------- | - | - | - | - | -- | -- | -- | --- |
| 1    | Nokia Eagles      | 3 | 2 | 1 | 0 | 7  | 2  | 5  | 7   |
| 2    | Tuanaimato Breeze | 3 | 1 | 1 | 1 | 4  | 4  | 0  | 4   |
| 3    | Lotoha'apai       | 3 | 1 | 1 | 1 | 5  | 7  | -2 | 4   |
| 4    | Nikao Sokattak    | 3 | 0 | 1 | 2 | 2  | 5  | -3 | 1   |

- Nokia Eagles si qualifica alla fase finale.

## Fase finale

### Gruppo A
| Pos | Squadra          | G | V | N | P | GF | GS | Pti |
| 1   | Auckland City FC | 3 | 3 | 0 | 0 | 11 | 1  | 9   |
| 2   | AS Pirae         | 3 | 2 | 0 | 1 | 17 | 2  | 6   |
| 3   | Marist FC        | 3 | 1 | 0 | 2 | 9  | 14 | 3   |
| 4   | Sobou FC (Lahi)  | 3 | 0 | 0 | 3 | 1  | 21 | 0   |

| Data      | Partita                      | Risultato |
| 10 maggio | Marist FC - AS Pirae         | 1 - 10    |
| 10 maggio | Auckland City FC - Sobou FC  | 7 - 0     |
| 13 maggio | Auckland City - Marist FC    | 3 - 1     |
| 14 maggio | AS Pirae - Sobou FC          | 7 - 0     |
| 16 maggio | Sobou FC - Marist F.C        | 1 - 7     |
| 16 maggio | AS Pirae - Auckland City F.C | 0 - 1     |

### Gruppo B
| Pos | Squadra      | G | V | N | P | GF | GS | Pti |
| 1   | YoungHeart   | 3 | 1 | 2 | 0 | 8  | 5  | 5   |
| 2   | Nokia Eagles | 3 | 1 | 1 | 1 | 6  | 3  | 4   |
| 3   | Tafea FC     | 3 | 1 | 1 | 1 | 4  | 7  | 4   |
| 4   | AS Magenta   | 3 | 1 | 0 | 2 | 1  | 4  | 3   |

| Data      | Partita                          | Risultato |
| 11 maggio | AS Magenta - Tafea FC            | 0 - 1     |
| 11 maggio | Nokia Eagles United - Youngheart | 2 - 2     |
| 13 maggio | AS Magenta - Youngheart          | 0 - 3     |
| 14 maggio | Tafea FC - Nokia Eagles United   | 0 - 4     |
| 16 maggio | Tafea FC - Youngheart            | 3 - 3     |
| 16 maggio | Nokia Eagles United - AS Magenta | 0 - 1     |

## Semifinali
Le prime due di ogni girone si qualificano alle semifinali.
| 19 maggio | Auckland City FC - Nokia Eagles United | 9 - 1 | Albany, Nuova Zelanda |
| May 19    | Youngheart - AS Pirae                  | 1 - 2 | Albany, Nuova Zelanda |

## Finale 3º-4º posto
| 21 maggio | Nokia Eagles - Youngheart | 0 - 4 | Albany, Nuova Zelanda |

## Finale
| 21 maggio | Auckland City FC - AS Pirae | 3 - 1 | Albany, Nuova Zelanda |

## Campione
| Oceania Club Championship 2006: Auckland City Primo titolo per l'Auckland City |